# Haplochromis labiatus
 Haplochromis labiatus és una espècie de peix de la família dels cíclids i de l'ordre dels perciformes present als llacs Edward i Llac George (Uganda).
Els mascles poden assolir els 10,9 cm de longitud total.